# قراز عديم العرف
 قراز عديم العُرف (الاسم العلمي:Mitu tomentosum) هو نوع من الطيور يتبع جنس القراز ميتو من فصيلة القرازية.